# Bayerische Hohe Rhön
Bayerische Hohe Rhön este o arie protejată (arie de protecție specială avifaunistică — SPA) din Germania întinsă pe o suprafață de 19.029,08 ha, integral pe uscat.

## Localizare
Centrul sitului Bayerische Hohe Rhön este situat la coordonatele 50°28′38″N 10°03′12″E / 50.4772°N 10.0533°E.

## Înființare
Situl Bayerische Hohe Rhön a fost declarat arie de protecție specială avifaunistică în septembrie 2006 pentru a proteja 29 de specii de animale.

## Biodiversitate
Situată în ecoregiunea continentală, aria protejată nu include niciun habitat protejat.
La baza desemnării sitului se află mai multe specii protejate de  păsări (29): minunița (Aegolius funereus), pescăruș albastru (Alcedo atthis), fâsă de luncă (Anthus pratensis), buha (Bubo bubo), barză neagră (Ciconia nigra), porumbel de scorbură (Columba oenas), cristeiul de câmp (Crex crex), ciocănitoarea de stejar (Dendrocopos medius), ciocănitoare neagră (Dryocopus martius), Falco peregrinus peregrinus, șoimul rândunelelor (Falco subbuteo), becațină comună (Gallinago gallinago), ciuvică (Glaucidium passerinum), capîntortură (Jynx torquilla), sfrâncioc roșiatic (Lanius collurio), sfrâncioc mare (Lanius excubitor excubitor), ciocârlie de pădure (Lullula arborea), gaia neagră (Milvus migrans), gaia roșie (Milvus milvus), viespar (Pernis apivorus), codroșul de pădure (Phoenicurus phoenicurus), ciocănitoare verzuie (Picus canus), mărăcinar (Saxicola rubetra), mărăcinar negru (Saxicola torquatus), sitar de pădure (Scolopax rusticola), silvie de câmp (Sylvia communis), cocoșul de mesteacăn (Tetrao tetrix tetrix), mierlă gulerată (Turdus torquatus), nagâț (Vanellus vanellus).